# Nadia (voornaam)
Nadia is een meisjesnaam. Varianten van deze naam zijn Nadine en Nada. 
De naam Nadia komt van het Russische Nadezjda of Nadjézjda, dat "hoop" betekent. Nadia is ook een Slavische meisjesnaam. Betekenis: Hoopvol.
Het is de naam van de vrouw van Lenin. Een andere bekende naamdraagster is de Franse componiste en muziekpedagoge Nadia Boulanger.

## Bekende naamdraagsters
- Nadia Boulanger, een Frans dirigente en componiste
- Nadia Comăneci, een Roemeens turnster, olympisch kampioen
- Nadia Dala, een Vlaams-Marokkaans journaliste en presentatrice
- Nadia Ejjafini, een Marokkaans-Italiaans atlete
- Nadia Fanchini, een Italiaans alpineskiester
- Nadia Matar, een Belgisch-Israëlisch politiek activiste
- Nadia Styger, een Zwitsers alpineskiester